# Robby Müller
Robby Müller (Willemstad, 4 aprile 1940 – Amsterdam, 3 luglio 2018) è stato un direttore della fotografia olandese, conosciuto principalmente per il sodalizio artistico con il regista tedesco Wim Wenders. Ha lavorato, tra gli altri, con Jim Jarmusch e Lars von Trier.
Il 4 settembre 2018, è stato presentato il film Living the Light - Robby Müller in anteprima al Festival del Cinema di Venezia, un documentario di Claire Pijman sulla vita e il lavoro di Robby Müller.

## Filmografia parziale
- Alice nelle città (Alice in den Städten), regia di Wim Wenders (1974)
- Falso movimento (Falsche Bewegung), regia di Wim Wenders (1975)
- Nel corso del tempo (Im Lauf der Zeit), regia di Wim Wenders (1976)
- L'amico americano (Der amerikanische Freund), regia di Wim Wenders (1977)
- La donna mancina (Die linkshändige Frau), regia di Peter Handke (1978)
- Saint Jack, regia di Peter Bogdanovich (1979)
- ...e tutti risero (They All Laughed), regia di Peter Bogdanovich (1981)
- Repo Man - Il recuperatore (Repo Man), regia di Alex Cox (1984)
- Paris, Texas, regia di Wim Wenders (1984)
- Vivere e morire a Los Angeles (To Live and Die in L.A.), regia di William Friedkin (1985)
- Daunbailò (Down by Law), regia di Jim Jarmusch (1986)
- Il piccolo diavolo, regia di Roberto Benigni (1988)
- Fino alla fine del mondo (Bis ans Ende der Welt), regia di Wim Wenders (1991)
- Dead Man, regia di Jim Jarmusch (1995)
- Le onde del destino (Breaking the Waves), regia di Lars von Trier (1996)
- Ghost Dog - Il codice del samurai (Ghost Dog: The Way of the Samurai), regia di Jim Jarmusch (1999)
- Dancer in the Dark, regia di Lars von Trier (2000)
- 24 Hour Party People, regia di Michael Winterbottom (2002)